# بارت أندروس
بارت أندروس (بالإنجليزية: Bart Andrus)‏ هو لاعب كرة قدم أمريكية أمريكي، ولد في 30 مارس 1958 في لوغان في الولايات المتحدة.